# Йездегерд II
Йездегерд II — шахиншах Ирана из династии Сасанидов, правивший в 440 — 458 годах. Сын Бахрама V.
В сасанидских источниках его с любовью вспоминают как справедливого царя, интересовавшегося благополучием страны, обладавшего сдержанным характером, в отличие от своего вспыльчивого деда Йездегерда I, и не тяготевшего к охоте, пиршествам и длительным аудиенциям. Он заботился о народных массах и организации армии, за что даже получил прозвище «Друг солдат» (Sipah-dost). Согласно Ибн аль-Балхи и Хамзе Эсфахани, он был известен как «Милостивый Йездегерд». В его делах ему помогал его способный вузург фрамадар (великий визирь) Михр-Нарсе, который также служил его отцу и деду.

## Религиозная политика
В начале правления Йездегерда II вновь развернулись масштабные преследования христиан. Йездегерд II ещё более неприязненно относился к иноверцам, нежели его отец Бахрам V. Преданность Йездегерда II зороастризму ясно упоминается в источниках. Исламские тексты утверждают, что он не принимал участия в индульгенциях своего отца и вёл более стоический образ жизни.  Преследование христиан и евреев наряду с продвижением зороастризма предполагает его приверженность последней вере. Положительный образ Йездегерда II в сасанидских источниках контрастирует с христианскими и еврейскими свидетельствами, которые помнят его правление как период лишений в Сасанидской империи и Армении. Как и прежние гонения, они были связаны с войной против Римской империи и завершились с её окончанием. В последующие несколько лет к христианам в общем относились терпимо, однако затем, по неизвестным причинам, ситуация резко изменилась. Согласно сирийскому повествованию о мучениках из Кархиз-Бет-Слох (Киркука), на восьмом году своего правления (447/448 гг.) Йездегерд предпринял поход в «землю Чора», во время которого изгнал из своего войска всех христиан. По окончании похода начались преследования. Шахиншах казнил свою сестру, на которой, по зороастрийской традиции, был женат, а также многих сановников царства. Восемнадцать тысяч человек были оскоплены. Многие из них умерли, не выдержав операции; остальных определили на службу. Более того, Йездегерд отменил старинный обычай, по которому любой знатный человек имел право в течение первых семи дней каждого месяца пожаловаться царю на злоупотребления.
Группа сановников во главе с «советником магов» (mōġān-andarzbad) Тахм-Йездегердом была направлена в область Бет-Гармай, чтобы привести христиан в лоно зороастризма. Судя по приводимым в том же источнике словам советника, Йездегерд II издал указ, согласно которому всякого кто не подчинится царю и не будет поклоняться солнцу, огню и воде, следует казнить. Очень похожие сведения сообщает армянский историк того времени Егише, который также приводит переложения указов царя о всеобщем принятии зороастризма. Отметим, что Егише, внимание которого обычно сосредоточено на Армении, в данном случае отмечает, что действие указа распространялось и на другие области. Всё это указывает на то, что Йездегерд действительно стремился к насаждению зороастризма и искоренению других религий во всех своих владениях. Судя по тому, что инцидент, подтолкнувший царя к преследованиям, произошёл на войне, христиан вновь сочли неблагонадёжными. Насколько массовыми были репрессии установить сложно — церковные истории мало что сообщают об этом. Скорее всего, преследования христиан не получили такого размаха, как при Шапуре II. Известные нам мученичества времён Йездегерда II немногочисленны. Католикосы времён Йездегерда II Дад-Иешу и Бабой занимали престол без перерыва, и у нас нет сведений, что хотя бы один из них подвергся преследованиям. Возможно, гонения коснулись лишь тех областей, из которых происходили воины, вызвавшие недоверие царя.
Рассказывают, что Йездегерд устраивал диспуты для ознакомления с известными тогда конфессиями, но это только укрепило его желание сделать зороастризм единственной религией Ирана. Читал он и Евангелие, но написанное в нём объявил ложью и стал притеснять христиан. Поэтому Егише писал про Йездегерда II с ненавистью: «В нём дьявол нашёл себе приспешника и излил [в него] накопленный яд и наполнил его, как колчан, отравленными стрелами. И стал он неистовствовать в своей нечестивости, исполнился чванства и, буйствуя, рассылал бурю на все четыре стороны света. И представлял нас, верующих во Христа, как своих врагов и противников, и, притесняя, устрашал своим мятежным нравом».
Йездегерд II, согласно Рав Шрире, преследовал евреев и запрещал им открыто и публично праздновать субботу. О преследованиях Рав Шрира упоминает дважды, под 760 (448/449) и 766 (454/455) годами селевкидской эры. Первая из этих дат близка к времени начала гонений на христиан. Еврейские школы были закрыты, а некоторые лидеры были казнены. Еврейское население резко отреагировало на эти меры и в ответ заживо содрало кожу с двух зороастрийских священников в Исфахане, что привело к дальнейшим преследованиям и восстаниям. Предполагается, что эти действия евреев были результатом их мессианских ожиданий, которые совпали с V веком нашей эры. Преследование христиан и евреев также можно объяснить активной политикой Йездегерда II, направленной на приведение незороастрийской иранской знати в соответствие с государственной религией зороастризма. Таким образом, эти действия были предприняты для создания единой религиозной идентичности среди подданных царя. Все это было частью программы Йездегерда II по усилению централизации страны и попытке подчинить себе христианское и еврейское население империи. Примечательно также, что самые ранние христианские согдийские тексты могут датироваться временем Йездгерда II, когда христиане, спасаясь от преследований, двинулись на восток, в Среднюю Азию.

## Оборона Кавказа
Из истории Мовсеса Каганкатваци следует, что весной 441 года гунны вместе с другими племенами предприняли поход на юг, перешли Куру, достигли земли Ути (то есть области Партава, совр. Барда), остановились около Халхала и стали опустошать земли Кавказской Албании, Армении и Иберии. Можно представить себе, что Бахрам V Гор не давал гуннам прорваться на юг, и известие о его смерти побудило их к нападению. Однако Йездегерд II успешно отразил натиск гуннов. Описывая начало его правления, Егише замечает, что хайландуры перестали выходить через пограничную крепость Чора. Не последнюю роль сыграли в этом работы по строительству укреплений, которые, как нам известно из ряда источников, Йездегерд II провёл в районе Чора и сопредельных областях. Наиболее ценно упоминание ал-Масуди о том, что Йездегерд построил в районе Дербента стену из кирпича и глины; оно подтверждается и данными археологии. Согласно Ибн Халдуну, Йездегерд II начал строительство стены в районе Дербента и сделал Кавказ границей между своими владениями и областями чужеземцев. В некоторых других источниках мы читаем, что Йездегерд II строил стену между Арменией и Хазарией и до Дербентского прохода, чтобы установить границу. Османский путешественник XVII века Эвлия Челеби видел в районе «Железных ворот», то есть около Дербентского прохода, крепость, которую, как ему рассказали на месте, построил Йездегерд. В «Книге о Дербенте» (Дербенд-наме), утверждается, что Йездегерд, сын Бахрама Гора, очистил от песка стену, когда-то возведённую Александром Македонским.

## Восстание в Армении
Наиболее значительным предприятием шаха в его стараниях уничтожить христианство стала попытка заставить Армению принять зороастризм. Для этого Йездегерд с самого начала правления избрал политику экономического и административного давления на христиан. Он провёл среди армян перепись и увеличил с них налоги, причём подати стала платить и церковь, чего раньше не было. Он отправил лучшие полки армян сражаться вдали от родных мест, на восточных границах. Затем шах направил членам армянских дворянских домов          (нахарарам) письмо с требованием принять зороастризм. В этом письме, сохранившемся до наших дней благодаря армянскому историку Лазарю Парпеци, чрезвычайно ясно выражена политическая цель этого акта: «Когда вы будете исповедовать нашу религию(зороастризм), иберы и албанцы не посмеют противиться нашей воле». Следовательно, перетянув на свою сторону армянскую знать, правительство Ирана рассчитывало подчинить своему контролю все народы Закавказья. Уже в правление Бахрама V в 429 году царская власть в Армении была упразднена и страной стал управлять сасанидский наместник — марзпан. Сасанидские цари пытались всеми силами расколоть армянскую знать. Некоторых успехов в этом отношении они достигли. Так, многие армянские знатные роды иранской ориентации приняли зороастризм, зороастрийцем стал и марзпан Персидской Армении Васак Сюнийский, представитель одного из знатнейших армянских родов.
Письмо шаха не имело успеха. Собор светской знати и духовенства, состоявшийся в Арташате, царю отказал. Тот вызвал и задержал у себя наиболее знатных нахараров, требуя от них совершения зороастрийских обрядов, угрожая в противном случае отнять право владеть тэрутюнами (наследственное земельное владение) и вообще занимать какие-либо государственные должности. Многие притворно сменили веру, но армяне единодушно отвергли отступников, вернувшихся домой: их приказам не подчинялись воины и слуги, от них отрекались близкие. В итоге эти и другие нахарары подняли восстание.
Поводом для открытого конфликта стала попытка открыть храм огня в одном из армянских городов. Присланных мобедов армяне перебили, и страна начала собирать ополчение и искать союзников, первым делом обратившись с просьбой о помощи к византийскому двору. Император Феодосий II не мог оказать армянам помощи, так как был занят борьбой с гуннами; его преемник Маркиан также не поддержал армян. Однако армяне сами начали военные действия, захватили и разрушили крепость Дарбанд, называвшуюся тогда Шахристан-Йездегерд. Йездегерд II, которому в разгар войны с кидаритами совершенно не хотелось начинать и гражданскую войну, пообещал простить мятежников, но армяне не поверили шаху. Марзпан Персидской Армении Васак Сюни пытался не допустить развития конфликта и всячески препятствовал распространению армянского восстания, но его политика не спасла положение. На подавление мятежа шах направил войска. 26 мая (или 2 июня) 451 года у деревни Аварайр произошла кровавая битва между армянами и персами. Потери сторон были огромны. Глава восставших танутэр Вардан Мамиконян пал на поле битвы, но результат сражения оказался сомнительным. В конце концов армяне были разбиты. Васак Сюни занял Дарбанд, но в 452 году «гуннские» племена, союзники восставших, снова разрушили укрепления. Трагична была судьба и марзпана Васака. С одной стороны, он должен был как наместник Сасанидов отстаивать их интересы; к этому его побуждало также и то обстоятельство, что два его сына были заложниками в Ктесифоне. С другой стороны, он чувствовал свою связь со знатными родами Армении и вынужден был поддерживать их. Васак оказался в тяжёлом положении. Во время судебного разбирательства армяне, не без основания расматривая Васака как изменника, стремились всю вину за восстание свалить на него. Сасанидский царь, также имея все основания быть недовольным своим наместником, осудил Васака на пожизненное заключение, и тот вскоре погиб в тюрьме.
Хотя восстание армян и было подавлено, некоторых нахараров и иереев шах подверг казням и ссылкам, имущество многих знатных семей было конфисковано, а на население наложены тяжкие повинности, всё же Сасанидам не удалось полностью подчинить себе Армению и превратить её в одну из рядовых провинций своего царства. Христианство осталось господствующей религией Армении. Это объясняется отчасти силой сопротивления армян, отчасти же тем, что положение на восточных границах Иранского царства снова стало таким грозным, что отвлекало главные силы иранцев в Гурган и Хорасан.

## Столкновения с Византией
Армяне были не единственным народом, пострадавшим от воинственного шаха. Его царствование было отмечено цепью непрерывных военных конфликтов. Войну с Византией Йездегерд II начал буквально вскоре после своего вступления на престол. Действия Йездегерда против римлян и много лет спустя на Востоке помнили хорошо.

«Ибо очень были ему милы вражда и кровопролитие, потому он и не находил в душе покоя: «На кого бы мне излить горечь яда?» или: «Куда бы мне разослать это множество стрел?» И от крайнего безрассудства, накинувшись, как разъярённый зверь, на Греческую страну (то есть Византию), разгромил все до города Мцбина (Нисибина) и многие области ромеев разорил набегами, а все церкви сжёг. Собрал много добычи и пленных и навёл ужас на всё войско страны.»
Вероятно, что причиной был отказ ромеев платить деньги персам. По сообщению ат-Табари, Йездегерд II, вступив на престол, потребовал от ромеев выплаты дани, которую прежде взимал с них его отец. Поскольку отцу Йездегерда Бахраму V не удалось победить ромеев, можно считать, что ат-Табари ошибался, о чем говорит Иисус Столпник: «принимает средства на содержание крепостей по охране кавказских горных проходов и на военную помощь за дань». Отказ Феодосия II от выплат стал причиной краткосрочной войны, отнесённой к 441 году. Сасанидские войска, которыми командовал Михр-Нарсе, разорили владения ромеев, расположенные вблизи от Нисибина, но затем потерпели поражение. Несмотря на это, мир, судя по данным источников, был заключён на благоприятных для Йездегерда условиях. Согласно повествованию Егише, царь получил золото и дары, ему выдали эмигрантов, укрывавшихся в Константинополе. Ат-Табари также сообщает, что Йездегерд получил то, что желал. Видимо, царь действительно получил какие-то средства. Но последующие обращения Йездегерда в Константинополь, по свидетельству Приска Панийского, неизменно встречали отказ — даже тогда, когда гунны прорвались через Дарьяльское ущелье на юг.
Пользуясь тяжёлым положением Ирана и отсутствием войск на западе, византийцы подчинили себе Лазику. Это хорошо видно по известиям Приска. В правление императора Маркиана (450‒457) царь лазов Губаз вступил в конфликт с Византией и пытался найти защиту у персидского царя, но тот, будучи занят войной с кидаритами, отказал ему. По настоянию византийцев Губаз отрёкся от престола в пользу сына.

## Войны на восточных рубежах
В правление Йездегерда II северо-восточное направление было для Сасанидов главным. Согласно Егише, вскоре после заключения мира с Византией приближённые стали уговаривать царя напасть на «страну кушунов», то есть кушан, кидаритов (по имени их царя — Кидары). Началась война, продолжавшаяся два года. После короткой мирной передышки противостояние возобновилось и заняло время с четвёртого по одиннадцатый годы правления Йездегерда, то есть с 443/444 по 451 года. Положение было настолько серьёзным, что шах на целых семь лет покинул Ктесифон и перебрался в Хорасан, ближе к театру военных действий. Егише сообщает, что Йездегерд велел построить в земле «кушунов» город, ставший его резиденцией. О каком именно городе идёт речь, не сообщается, и можно лишь предполагать, что Йездегерд ещё немного продвинулся в направлении Балха.
По словам Егише, в результате постоянных войн кидариты были ослаблены. Видимо, решив нанести им сильный удар, Йездегерд на двенадцатом году своего правления (452 г.) предпринял новый поход и достиг страны Талакан. Скорее всего, этот Талакан ‒
средневековое поселение Талеган на пути из Мерва в Балх, из чего следует, что Йездегерд двигался именно на Балх. Правитель кидаритов не решился выступить ему навстречу и бежал в пустыню. Войска Йездегерда совершили ряд набегов и овладели несколькими городами, которые, однако, Егише не называет.
Несмотря на успех похода Йездегерда кидариты сохранили силы и через некоторое время вторглись во владения Сасанидов. Противостояние возобновилось. Согласно Егише и Лазару Парпеци, на шестнадцатом году своего правления (весной 456 года) Йездегерд решил нанести кидаритам решающий удар и выступил в поход на них. Не в силах сдержать натиск персов, правитель кидаритов предпочёл не вступать в генеральное сражение и изнурять противника мелкими локальными стычками. Когда через некоторое время Йездегерд стал возвращаться в Иран, кидариты двинулись вслед за ним и разорили некоторые владения Сасанидов. Хотя указанные авторы считают исходом дела стало поражение шахиншаха, вполне вероятно, что и он, продвинувшись в глубь вражеской территории, нанёс кидаритам немалый урон. Йездегерд почти до самой своей смерти воевал на востоке с кидаритами, но несмотря на все усилия, шах не смог подчинить себе противника, и войны в основном свелись к грабежу чужой территории.

## Чеканка монеты и имперская идеология
Начиная с Йездегерда II, на сасанидских монетах появилась новая легенда: mzdysn bgy kdy («Величество, поклоняющееся Мазде, Кеянид»). Это указывает родство царя с авестийской мифической династией Кеянидов. Существует также новый реверсный стиль, введенный Йездегердом II, где религиозные служители изображены стоящими лицом к огненному алтарю в позе благоговения. Это может также указывать на религиозную преданность царя и свидетельствовать о его рвении в борьбе с иноверцами. Это также согласуется с его образом сасанидского царя, исповедующего зороастризм и находящегося в гармонии с древними правителями Авесты, то есть Каянидами. Монетные дворы Асурестана (AS) и Хузестана (WH), расположенные на западе страны, были самыми продуктивными. 
Йездегерд II умер в 458 году в провинции Парс и после его смерти  регентшей государства какое-то время была его вдова Денак.
Согласно выпискам Сергия, приведённым у Агафия Миринейского, Йездегерд II правил 17 лет и 4 месяца. У мусульманских авторов протяжённость правления Йездегерда II составляет 17 лет или колеблется вокруг 18 лет и 4 месяцев, а именно: 18 лет и 4 месяца, 18 лет 4 месяца и 18 дней, 18 лет и 5 месяцев, 18 лет 5 месяцев и несколько дней.
| Сасаниды                 |                                                            |                      |
| Предшественник: Бахрам V | шахиншах Ирана и не-Ирана 440 — 458 (правил 17 или 18 лет) | Преемник: Ормизд III |